# Forgách Sándor (színművész)
Forgách Sándor (Szolnok, 1890. február 4. – Auschwitzi koncentrációs tábor, 1944) színész, színházi rendező.

## Élete
Glancz Ignác és Berger Rozália fiaként született zsidó családban. A Színiakadémián tanult, ahol 1909-ben végzett kitüntetéssel. Pályafutását Pécsett kezdte, ezután Győrbe került. 1915. augusztus 9-én Budapesten, a Józsefvárosban házasságot kötött nála két évvel idősebb római katolikus vallású Polgár Ilonával, Polgár Péter és Uborka Ilona lányával.
1919-től Aradon játszott Szendrey Mihály társulatában, majd 1921 ősze és 1935 ősze között Kolozsváron szerepelt, utóbbi időszakra esik művészi fejlődésének csúcsa. Ezután Inke Rezsővel közösen pályázták meg az aradi színi koncessziót a következő évadra, amit nem nyertek el. A második világháború idején hozott faji törvények egyre jobban elszigetelték őt. A kolozsvári Vasas Klubban fellépő Zsidó Színházat Fekete Mihállyal együtt vezette. 
1944-ben deportálták, Auschwitzban halt meg.

## Főbb szerepei
- Oswald (Ibsen: Kísértetek)
- Tanner John (Shaw: Tanner John házassága)
- Peer Gynt (Ibsen)
- Brytborg (Bánffy Miklós: Maskara)
- Hamlet (Shakespeare)
- Jágó (Shakespeare: Othello)
- Lucifer (Madách Imre: Az ember tragédiája)

## Fontosabb rendezése
- Hoffmanstahl: Jedermann